# Prato Leventina
Prato Leventina (lmo. Prò, 1902-1939 Prato-Fiesso) – miejscowość i gmina w południowej Szwajcarii, w kantonie Ticino, w okręgu (distretto) Leventina, w powiecie (circolo) Quinto. 

## Demografia
W Prato Leventina mieszka 385 osób. W 2021 roku 20% populacji gminy stanowiły osoby urodzone poza Szwajcarią. 

## Transport
Przez teren gminy przebiega droga główna nr 411.